# Paragonia comiciata
Paragonia comiciata là một loài bướm đêm trong họ Geometridae.